# Cement pucolanowy
Cement pucolanowy – cement otrzymywany z klinkieru portlandzkiego, pucolany i siarczanu wapnia; najczęściej jest to: klinkier portlandzki, popiół lotny (popiół będący odpadem przy spalaniu węgla w elektrowniach) i gips. Cement pucolanowy posiada własności podobne do cementu hutniczego, czyli niskie ciepło hydratacji i większą odporność na działanie wód agresywnych (zwłaszcza na agresję siarczanową).